# Troglarmadillidium gavdense
Troglarmadillidium gavdense is een pissebed uit de familie Armadillidiidae. De wetenschappelijke naam van de soort is voor het eerst geldig gepubliceerd in 1972 door Helmut Schmalfuss.